# Guo Yi
En aquest nom xinès, el cognom és Guo.
Guo Yi va ser un ministre de Cao Wei, durant el període dels Tres Regnes de la història xinesa. Era fill de Guo Jia.
Guo Yi fou portat a la llar de Cao Cao, després de la mort de Guo Jia, per obtenir el títol de tutor imperial. Guo Yi era conegut a tot Cao Wei, com una persona molt educada, igual que el seu pare, però tenia canvis de maneres quan es reunia amb persones diferents.